# Bernard Weatherill
Bruce Bernard „Jack“ Weatherill, Baron Weatherill (* 25. November 1920 in Malvern (Worcestershire); † 6. Mai 2007 in Caterham (Surrey)) war ein britischer konservativer Politiker und langjähriger Sprecher des Unterhauses (House of Commons).

## Familie, Zweiter Weltkrieg und berufliche Laufbahn
Nach der Schulausbildung am Malvern College wurde er im Betrieb seiner Familie in der Savile Row in Mayfair zum Schneider ausgebildet.
Wenige Tage nach Beginn des Zweiten Weltkrieges trat er 1939 als Gefreiter in die British Army ein. Bereits nach einem Jahr wurde er zum Offizier befördert und anschließend zu einem Regiment nach Indien und später nach Burma versetzt. Dort erfolgte 1943 seine Beförderung zum Hauptmann. Ein Jahr nach Kriegsende wurde er 1946 aus dem Militärdienst verabschiedet.
Anschließend trat er wieder in den Familienbetrieb ein, in dem er 1948 zunächst Direktor, 1958 Leitender Direktor und schließlich 1967 zum Geschäftsführer aufstieg. Nach dem Zusammenschluss mit einer anderen Schneiderfirma war er 1969 bis 1992 Geschäftsführer dieser neuen Firma. Von 1992 bis zur Übernahme durch eine andere Modefirma 2003 war er Präsident des Betriebes. Weatherill war auch als Designer tätig. Einige seiner Kollektionen waren im Victoria and Albert Museum ausgestellt.

## Politische Laufbahn

### Abgeordneter und Whip
Weatherill wurde bei den Unterhauswahlen am 15. Oktober 1964 erstmals zum Mitglied des House of Commons gewählt. Dort wurde er sieben Mal wiedergewählt und vertrat bis 1992 die Interessen der Conservative Party des Wahlkreises Croydon North East. Bereits drei Jahre später wurde er 1967 Whip seiner Partei im Unterhaus.
Vom Oktober 1971 bis April 1973 war er als Whip Vizekämmerer bzw. Kontrolleur des Königlichen Haushalts. In dieser Funktion berichtete er Queen Elisabeth II. am Ende der Parlamentssitzungen über die Reden und Inhalte der Debatten.
Im April 1973 wurde er Erster Stellvertretender Whip der Conservative Party sowie zugleich Schatzmeister des Königlichen Haushalts. Dieses Amt übte er bis zum Rücktritt von Premierminister Edward Heath 1974 aus.

### Parlamentssprecher
Nachdem Weatherill nach dem Wahlsieg der Conservative Party von Margaret Thatcher 1979 zunächst Stellvertretender Unterhaussprecher wurde, wurde er 1983 zu Beginn der zweiten Amtszeit Thatchers gegen deren Willen als Nachfolger von George Thomas zum 154. Speaker (Sprecher) des Unterhauses gewählt. Dabei konnte er insbesondere auf die Stimmen der Hinterbänkler (Backbencher) vertrauen. Thatcher selbst hatte den früheren Lordsiegelbewahrer und bisherigen Stellvertretenden Außenminister Humphrey Atkins als Unterhaussprecher favorisiert.
In diesem Amt führte er die Übertragung der Debatten und Fragestunden im Fernsehen ein, was zu seiner über Großbritannien hinausgehenden Bekanntheit beitrug. Zugleich war er der letzte Parlamentssprecher, der während der Sitzungen eine Perücke trug. 1992 trat er von seinem Amt als Unterhaussprecher zurück. Zur Nachfolgerin wurde mit Betty Boothroyd zum ersten Mal in der 727-jährigen Parlamentsgeschichte eine Frau gewählt.

### Mitglied des Oberhauses
Nach seinem Rücktritt als Speaker wurde er 1992 als Peer auf Lebenszeit mit dem Titel Baron Weatherill (of North East Croydon in the Borough of Croydon) in den Adelsstand erhoben. Dadurch wurde er gleichzeitig zum Mitglied des Oberhauses (House of Lords).
Als solcher gehörte er aufgrund seines bisherigen Amtes als Unterhaussprechers keiner bestimmten Partei an, sondern den neutralen Crossbenchers. 1993 bis 1995 war er zunächst Stellvertretender Convenor und anschließend von 1995 bis 1999 Convenor (Einberufer) und damit praktisch Führer der Crossbencher. Durch dieses Amt spielte er bei der Verabschiedung des House of Lords Act 1999 eine maßgebliche Rolle. Noch 2006 war er einer der Patrone der Better Off Cut-Kampagne, einer von mehreren Parlamentariern getragenen Initiative zum Austritt Großbritanniens aus der Europäischen Union.

### Auszeichnungen und Ehrenämter
1980 wurde er in den Privy Council (PC), einem Beratungsgremium der britischen Monarchin, berufen. Darüber hinaus wurde ihm 1983 der Titel Ehrenbürger des London Borough of Croydon und 1989 eines Ehrenbürgers der City of London verliehen. Von 1983 bis 2000 war er Vizekanzler des Ordens des Heiligen Johannes von Jerusalem aus, dessen Ritter er 1992 wurde. Ebenfalls 1992 wurde er als Life Peer in den Adelsstand erhoben. Zwischen 1989 und 1998 übte er darüber hinaus die Ehrenämter eines High Bailiff und Searcher of the Sanctuary der Westminster Abbey aus. Lord Weatherill, der aufgrund seiner Militärzeit fließend Urdu sprach, wurde 1993 der Orden „Halbmond von Pakistan“ (Hilal-i-Pakistan) verliehen. 1994 wurde er zu dem Deputy Lieutenant der Grafschaft Kent.